# Storch (Fessel)

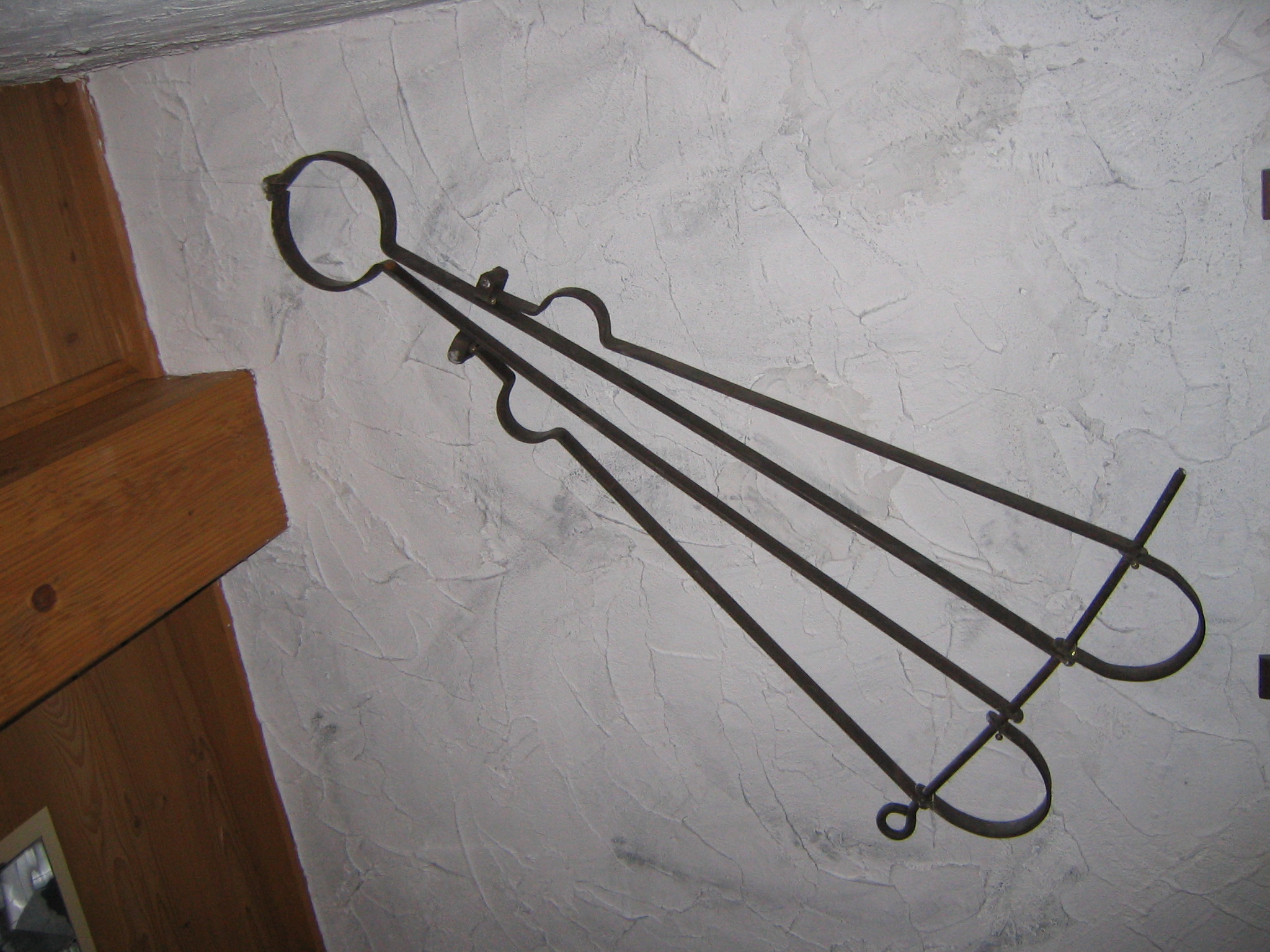
Storch im Museum

Ein Storch ist eine metallene Fessel, die im Mittelalter zum Einsatz kam. Seine Form hat Gemeinsamkeiten mit dem nordischen Buchstaben Å. Im oberen Bereich befindet sich eine Halsschelle, darunter Aufnahmen für die Handgelenke und unten für die Fußgelenke (siehe Bild). Im Gegensatz zu einer Fesselung mit Ketten, die die Bewegungsfreiheit zwar einschränkt, aber teilweise belässt, ist einer mit dem Storch gefesselten Person die Bewegungsfreiheit praktisch vollständig genommen. Damit gehört der Storch neben dem Stock zu den rigidesten Methoden der Fesselung. 